# L’enfer
«L’enfer» (с фр. — «Ад») — песня, написанная и записанная бельгийским исполнителем Stromae. Она была выпущена 9 января 2022 года как второй сингл с альбома Multitude.
Песня впервые была исполнена 9 января в эфире программы «Journal de 20 heures». 12 января 2022 был представлен видеоклип, снятый Жюльеном Сулье, Люком Ван Авером, Корали Барбье и Stromae.
Сингл возглавил чарты Бельгии и Франции, а также получил в последней золотую сертификацию.

## Чарты
| Чарт (2022)                       | Высшая позиция |
| --------------------------------- | -------------- |
| Бельгия/Валлония (Ultratop 50)    | 1              |
| Бельгия/Фландрия (Ultratop 50)    | 1              |
| Германия (Single Trending Chartы) | 11             |
| Израиль (Media Forest)            | 2              |
| Нидерланды (Dutch Top 40)         | 8              |
| Нидерланды (Single Top 100)       | 6              |
| Россия (TopHit)                   | 20             |
| Украина (TopHit)                  | 20             |
| Франция (SNEP)                    | 1              |
| Швейцария (Schweizer Hitparade)   | 3              |
| Мир (Billboard Global 200)        | 109            |

## Сертификации и продажи
| Регион                                                                      | Сертификация | Продажи |
| --------------------------------------------------------------------------- | ------------ | ------- |
| Франция (SNEP)                                                              | Платиновый   | 200 000 |
| Данные о продажах + прослушиваниях приведены только на основе сертификации. |              |         |